# Malasigalphus
Malasigalphus är ett släkte av steklar. Malasigalphus ingår i familjen bracksteklar.
Kladogram enligt Catalogue of Life:
| Malasigalphus | \| \| Malasigalphus petiolaris \| \| \| \| \| \| Malasigalphus roa \| \| \| \| |
|               | \| \| Malasigalphus petiolaris \| \| \| \| \| \| Malasigalphus roa \| \| \| \| |
|               | Malasigalphus petiolaris                                                       |
|               |                                                                                |
|               | Malasigalphus roa                                                              |
|               |                                                                                |